# Stephen Møller
Stephen Pavia Kristian Møller (* 17. September 1882 in Nuuk; † 11. März 1909 ebenda) war ein grönländischer Künstler.

## Leben
Stephen Møller war der jüngste Sohn des Redakteurs und Buchdruckers Lars Møller (1842–1926) und seiner Frau Louise Malene Kristiane Rasmussen (1847–1928). Sein älterer Bruder war der Fotograf John Møller (1867–1935).
Stephen Møller wurde von seinem Vater zum Buchdrucker und Xylografen ausgebildet. Von 1905 bis 1906 war er Dänemark beim Xylografen Georg Pauli in der Lehre. Am 19. August 1906 heiratete Stephen Møller in Nuuk Hansine Rosine Kirsten Lynge (1886–1941), Tochter des Böttchers Lars Christian Rasmus Vittus Lynge (1855–1928) und seiner Frau Vitta Pouline Ane Elisabeth Margrethe Elberg (1860–1930). Zwei Schwestern seiner Frau waren mit den Brüdern Hans Hansen (1890–?) und Nikolaj Hansen (1892–1935) verheiratet. Am 16. Juni 1907 wurde der gemeinsame Sohn Lars Peter Pavia Klaus Møller geboren, der jedoch am 19. Januar 1908 im Alter von einem halben Jahr verstarb. Nach seiner Rückkehr aus Dänemark arbeitete Stephen Møller als Schreiber für Inspektor Ole Bendixen.
Nebenher schuf er Zeichnungen und Lithografien, ging später aber zu Ölmalereien und Aquarellen über. Er ist bekannt für seine Vogelbilder und zeichnete meist sehr naturalistisch. Das von ihm illustrierte Leselernbuch ABD erschien erst posthum 1910.
Stephen Møller gründete 1907 die Peĸatigîngniat-Bewegung, die erstmals das nationale Bewusstsein der Grönländer erweckte. Sie wurde nach seinem Tod von Niels Lynge weitergeführt. Stephen Møller starb 1909 im Alter von nur 26 Jahren an Tuberkulose. Seine Witwe heiratete nach seinem Tod den Expeditionsteilnehmer Jakob Olsen (1890–1936).